# Вірую (роман)
«Вірую» — історичний роман українського письменника Юрія Хорунжого, написаний в 2001 році. Вийшов 2009 року у київському видавництві «Школа».
Роман присвячений життю, творчості та діяльності українського історика, організатору української науки, політичному діячу і публіцисту, голові Центральної Ради, академіку, автору понад 2000 наукових праць Михайлу Грушевському (1866—1934).
В романі зображено життєвий шлях Грушевського від народження до смерті. В деталях описано всі історичні події того часу, трагедії народу та країни.

## Розділи книги
- Лечу навстріч
- Високої незгоди біль
- Пуститеся себе
- Біографія